# Nine (film)
Nine är en amerikansk/italiensk musikalfilm från 2009.

## Handling
Regissören Guido Contini, som är i femtioårsåldern, har en medelålderskris vilken hämmar hans kreativitet. Han sliter med manuset till sin nya film Italia, som alla medarbetare och journalister redan tror är klart. Guido kastas mellan de olika kvinnorna i sitt liv: frun Luisa, älskarinnan Carla Albanese, musan Claudia Jenssen och Vogue-journalisten Stephanie. Dessutom hade han en svår barndom och får återkommande visioner av sin mor.

## Om filmen
Den 18 april 2007 kan man läsa att Rob Marshall ska regissera en filmbearbetning av musikalen Nine för The Weinstein Company. Marshall har tidigare regisserat åt just bröderna Weinstein då de fortfarande jobbade för Miramax.
Manuset, som är skrivet av Michael Tolkin och Anthony Minghella, baseras på Arthur Kopits bok om musikalen Nine (1982). Andrea Guerra och Maury Yeston ansvarar för musiken. Filmen hade sin premiär i London och gick sedan upp på biograferna i resten av världen i december 2009. 
I rollerna syns Daniel Day-Lewis (som huvudpersonen Guido Contini), Marion Cotillard (Luisa Contini), Judi Dench (Lilli La Fleur), Penélope Cruz (Carla Albanese), Nicole Kidman (Claudia Jenssen), Kate Hudson (Stephanie Necrophuros), Fergie (Saraghina) och Sophia Loren som Guido Continis mamma. 
Trots relativt ljummen kritik nominerades Nine i fyra kategorier inför den 82:a upplagan av Oscarsgalan, bland annat i kategorierna bästa kvinnliga biroll (Penélope Cruz) och bästa låt (Take it all av Maury Yeston).

## Filmmusik
Filmens soundtrack släpptes den 22 december av Geffen Records och nådde upp till 26:e plats på Billboard 200.
Variety bekräftade att den ursprunglige Broadway-kompositören Maury Yeston hade skrivit tre nya låtar speciellt för filmen, utöver musikalens originallåtar. Dessa var: Guarda La Luna, Cinema Italiano och Take It All.